# Ljubov Popova
Ljubov Popova, född 24 april 1889 utanför Moskva, död 25 maj 1924 i Moskva, var en rysk konstnär. Hon var en av förgrundsgestalterna i det ryska avantgardet. Hennes geometriskt abstrakta måleri innefattade faser av bland annat kubofuturism, suprematism och konstruktivism.

## Biografi
Ljubov Popova var dotter till en välbärgad tyghandlare i Moskva. Hon hade möjlighet att studera konst i såväl Ryssland som Paris och reste dessutom runt i Europa där hon influerades av vitt skilda stilar såsom ryska ikoner, italiensk renässanskonst, kubism och futurism. Hon återvände till Ryssland vid första världskrigets utbrott där hon ställde ut med Vladimir Tatlin och Kazimir Malevitj. År 1916 anslöt hon sig till Kazimir Malevitjs suprematism och ägnade sig åt att måla dynamiska geometriska kompositioner. Omkring 1921 blev hon alltmer fascinerad av konstruktivismen vilket resulterade i att hon övergav tavelmåleriet för att arbeta med industriell design. Hon var också en nyskapande scenograf.
Popova avled i scharlakansfeber två dagar efter att hennes son dött i samma sjukdom.
Hon är representerad vid bland annat Moderna museet i Stockholm och Louisiana i Humlebæk.

## Eftermäle
Nedslagskratern Popova på planeten Merkurius är uppkallad efter henne.

## Målningar (urval)

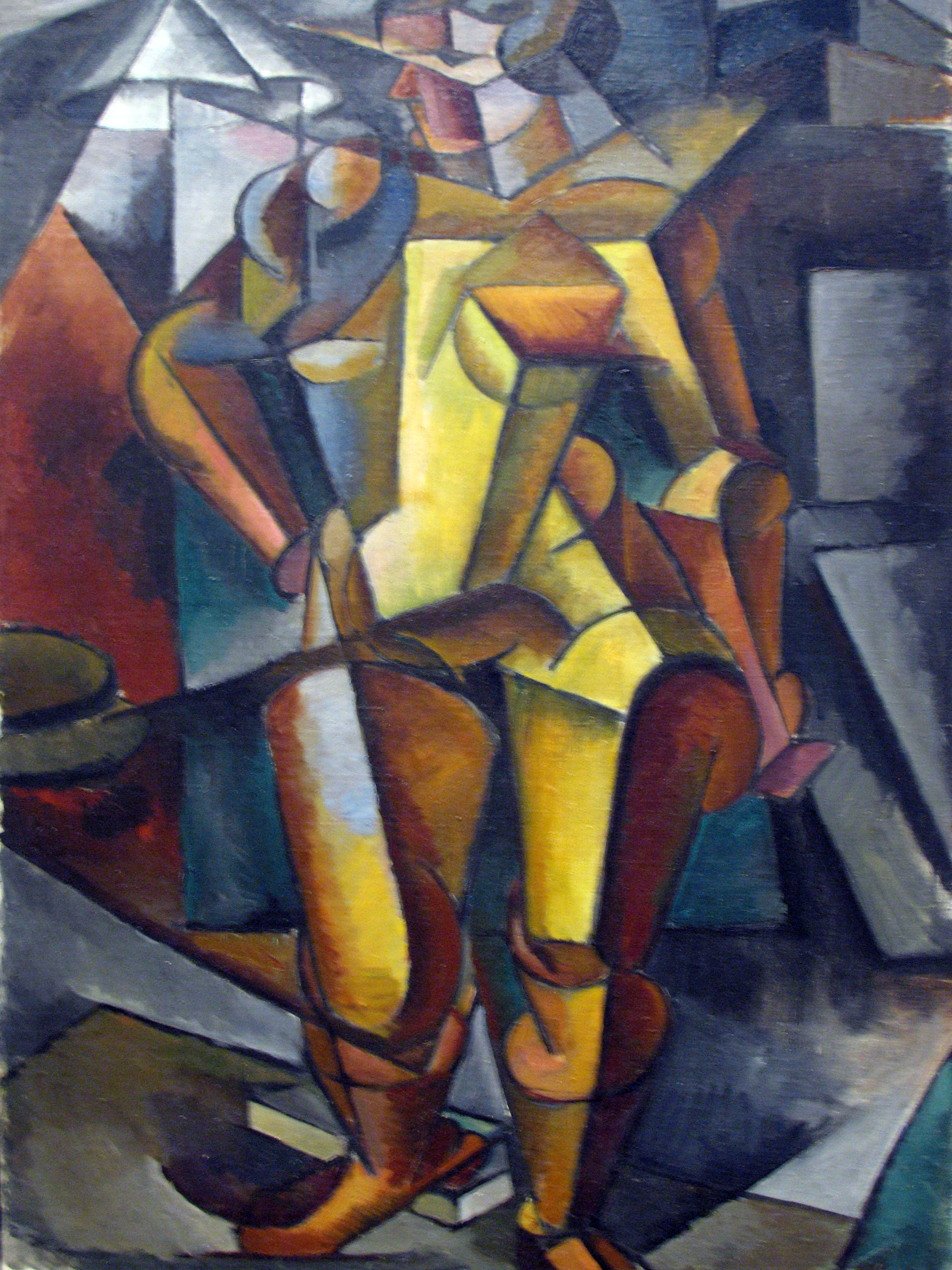
Modellen (1913), Tretjakovgalleriet.
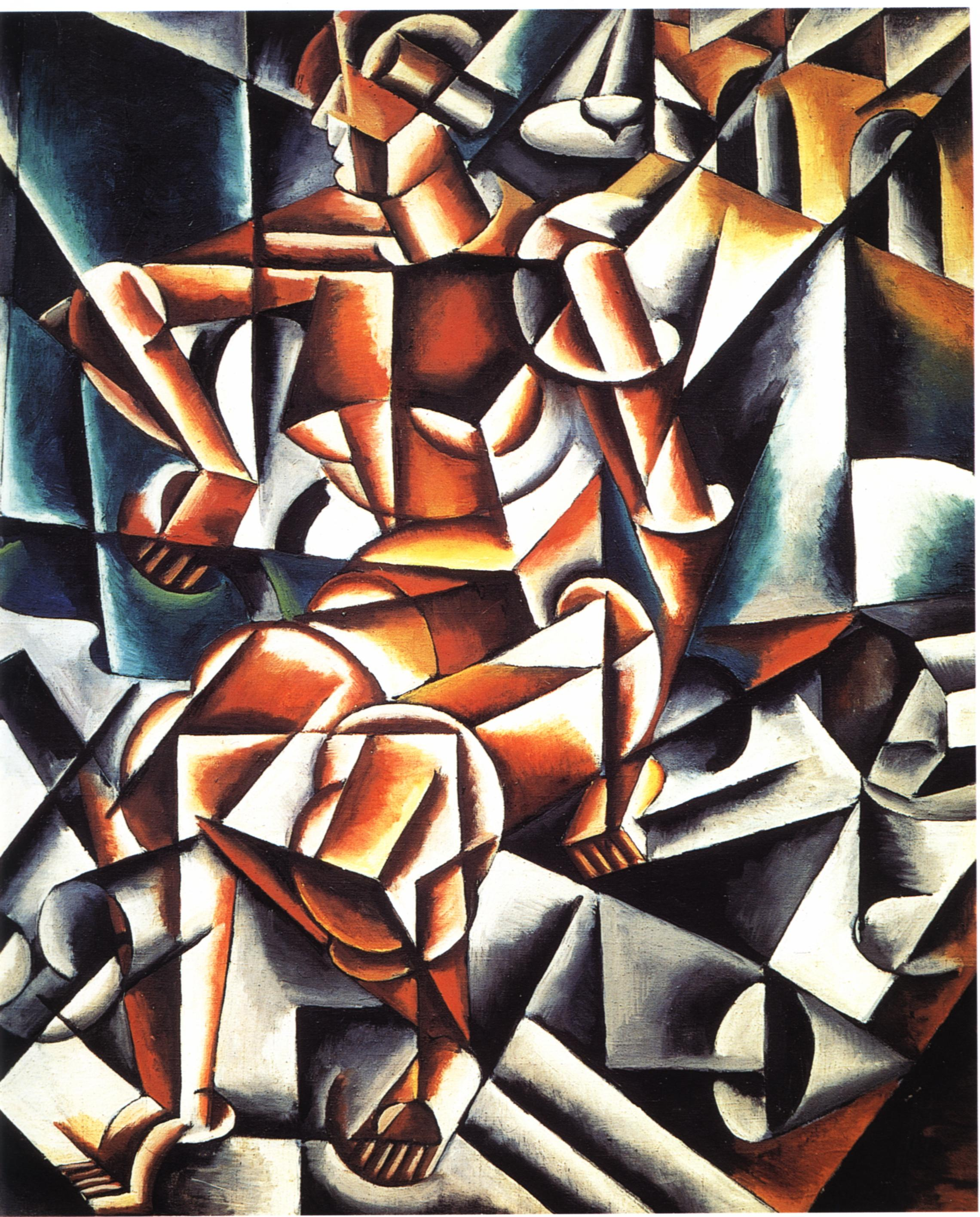
Sittande gestalt (1913/1914).
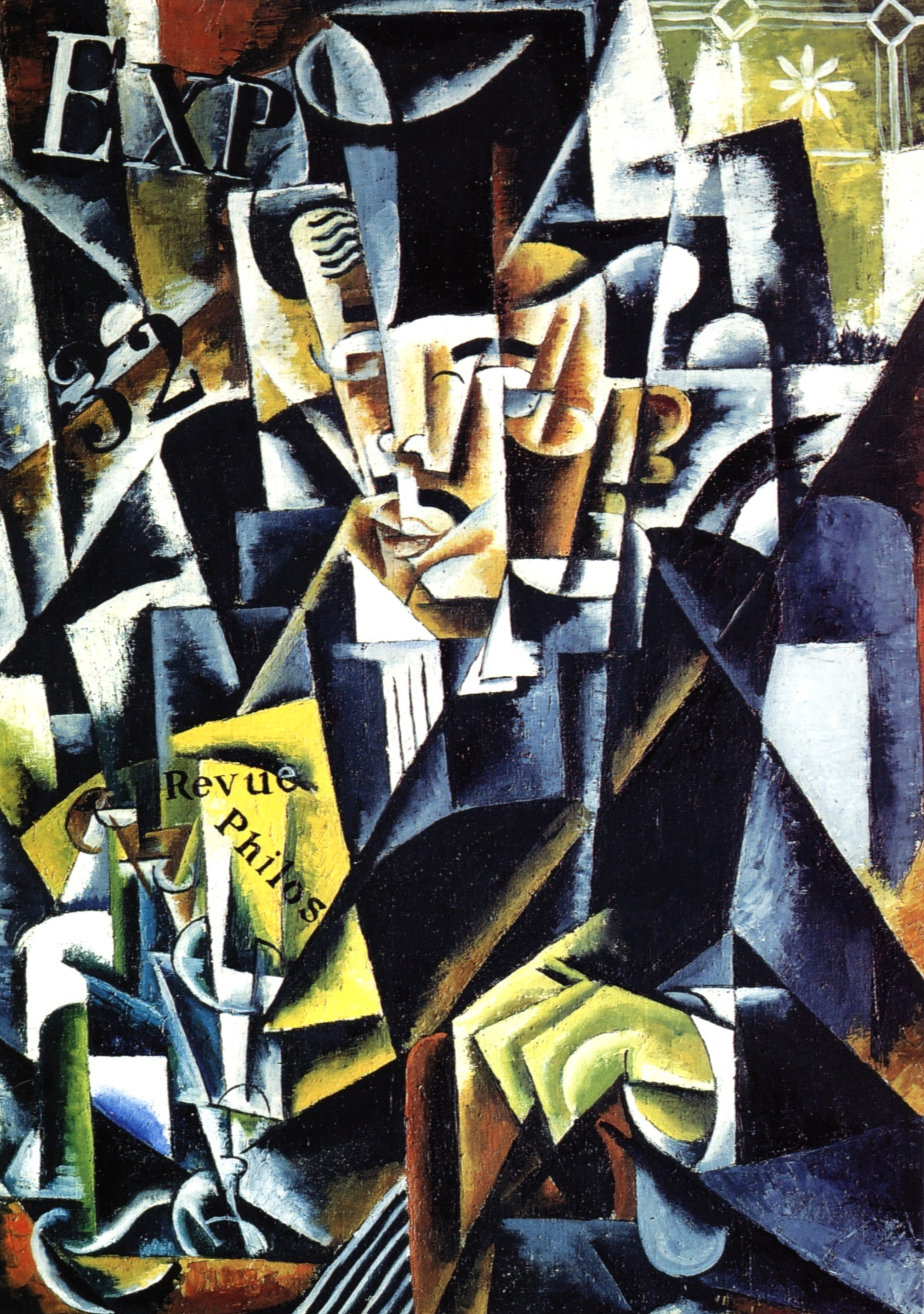
Porträtt av en filosof (1915).